# Saliunca rubriventris
Saliunca rubriventris es una especie de mariposa de la familia Zygaenidae.
Fue descrita científicamente por Holland en 1920.